# Litteraturåret 1981

## Händelser
- 23 februari – Svenske författaren Ivar Lo-Johanssons 80-årsdag uppmärksammas.[1]
- 20 mars – Werner Aspenström och Kjell Espmark väljs in i Svenska Akademien.[1]
- 21 maj – August Strindbergs Röda rummet och I vårbrytningen presenteras i en utgåva vid en ceremoni på Mosebacke.[1]
- 18 september – Första exemplaret av 1981 års svenskspråkiga översättning av Nya Testamentet överlämnas till Sveriges utbildningsminister Jan-Erik Wikström.[1]
- okänt datum – Temaparken Sagobyn, baserad på Astrid Lindgrens böcker, öppnas i Vimmerby, Sverige.[2]

## Priser och utmärkelser
- Nobelpriset – Elias Canetti, Bulgarien[3]
- ABF:s litteratur- & konststipendium – Benkt-Erik Hedin
- Aftonbladets litteraturpris – Rolf Johansson
- Aniarapriset – Birgitta Trotzig
- Astrid Lindgren-priset – Gunilla Bergström
- Bellmanpriset – Lars Forssell
- BMF-plaketten – Sven Delblanc för  Samuels bok
- Carl Emil Englund-priset – Lennart Sjögren för Stockholms central
- Cervantespriset – Octavio Paz
- Dan Andersson-priset – Karl Rune Nordkvist
- De Nios Stora Pris – Rita Tornborg
- De Nios Vinterpris – Per Erik Wahlund
- Doblougska priset – Gunnar E. Sandgren, Sverige och Paal Brekke, Norge
- Elsa Thulins översättarpris – Sonja Bergvall
- Frank Heller-priset – Jørn Riel
- Gun och Olof Engqvists stipendium – Göran Printz-Påhlson
- Gustaf Frödings stipendium – Povel Ramel
- Hedenvind-plaketten – Helmer Grundström
- Kellgrenpriset – Tomas Tranströmer
- Landsbygdens författarstipendium – Mona Kalin och Bo Johansson
- Letterstedtska priset för översättningar – Bertil Cavallin för översättningen av Senecas Breven till Lucilius
- Litteraturfrämjandets stora pris – Willy Kyrklund
- Litteraturfrämjandets stora romanpris  – P.C. Jersild[1]
- Nils Holgersson-plaketten – Helmer Linderholm
- Nordiska rådets litteraturpris – Snorri Hjartarson, Island för diktsamlingen Hauströkkrið yfir mér (Höstmörkret över mig)[1]
- Petrarca-Preis – Tomas Tranströmer
- Schückska priset – Peter Hallberg
- Signe Ekblad-Eldhs pris – Sven Delblanc
- Stig Carlson-priset – Anna Rydstedt
- Svenska Akademiens tolkningspris – Valeriu Muntenau
- Svenska Akademiens översättarpris – Margaretha Holmqvist
- Svenska Dagbladets litteraturpris – Heidi von Born för Hungerbarnen
- Sveriges Radios Lyrikpris – Lars Lundkvist
- Tidningen Vi:s litteraturpris – Per Odensten
- Tollanderska priset – Solveig von Schoultz
- Östersunds-Postens litteraturpris – Lars Widding
- Övralidspriset – Lars Forssell

## Nya böcker

### A – G
- Agnes Cecilia – en sällsam historia av Maria Gripe[4]
- Babylon, gudarnas sköka av Artur Lundkvist
- Berättelser om lyckliga människor av Lars Gustafsson
- Bortom de sjungande bergen av Martin Perne
- Cathy av Håkan Sandell
- Cujo av Stephen King
- Döden gör en tavla av Jan Mårtenson
- En pratbubbla om framtidsberedskap som utbildningsmål av Sandro Key-Åberg
- En tid i paradiset av Elsa Grave
- En älskares dagbok av Sven Lindqvist[4]
- Ensam på vinden med Pelle Kohlberg av Per Gunnar Evander
- Frukt av Håkan Sandell
- Från regnormarnas liv av P.O. Enquist
- Giganternas brunn av Klas Östergren
- Godnatt, mister Tom av Michelle Magorian
- Gråt i mörker av Björn Hellberg

### H – N
- Hedersgästerna av Sandro Key-Åberg
- Hotell New Hampshire av John Irving
- Huvudskallebok av Lars Gyllensten
- I det darrande ljuset av Sandro Key-Åberg
- Kains bok av Marianne Fredriksson
- Kapitalister II. Storfinans av C.-H. Hermansson
- Kärlek i Europa av Birgitta Stenberg[4]
- Markus av Torgny Lindgren
- Med rätt att döda av John Gardner
- Midnattsbarnen av Salman Rushdie
- Moi, Antoine de Tounens, roi de Patagonie av Jean Raspail
- Någon att tycka om av Ester Ringnér-Lundgren

### O – U
- Om vänskap funnes av Stig Claesson[4]
- Ondskan av Jan Guillou[4]
- Pastorn och mordet på ärkebiskopen av Jan Arvid Hellström
- Professionella bekännelser av P.C. Jersild
- Ronja Rövardotter av Astrid Lindgren[5]
- Samuels bok av Sven Delblanc[4]
- Shike av Robert Shea
- Skriften på väggen av Timothy Findley
- Skrämmer dig minuten av Torgny Lindgren
- Små klanger; en röst av Göran Sonnevi
- Strindberg och Balzac av Jan Myrdal
- Vid fönstret slår ensamheten ut av Göran Greider

### V – Ö
- Vävarnas barn av Per Anders Fogelström
- Är du feg, Alfons Åberg? av Gunilla Bergström[6].

## Födda
- 18 februari – Ebba von Sydow, svensk journalist, författare och chefredaktör.
- 8 oktober – Ola Wikander, svensk författare och översättare.

## Avlidna
- 6 januari – Brita Oledal, 74, svensk författare.
- 9 januari – A.J. Cronin, 84, brittisk (skotsk) författare.[1]
- 18 maj – William Saroyan, 72, amerikansk författare.[1]
- 1 augusti – Paddy Chayefsky, 58, amerikansk författare.[1]
- 12 september – Eugenio Montale, 85, italiensk författare, nobelpristagare 1975.[1]
- 4 oktober – Per Olof Ekström, 55, svensk författare och journalist.
- 13 december – Anders Österling, 97, författare och litteraturkritiker, ledamot av Svenska Akademien sedan 1919 och dess ständig sekreterare 1941–1964.[1]

### Fotnoter
1. 1 2 3 4 5 6 7 8 9 10 11   Horisont 1981. Bertmarks
2. ↑  ”Astrid Lindgrens värld”. Arkiverad från originalet den 5 mars 2016. https://web.archive.org/web/20160305154322/http://alv.se/om-oss. Läst 21 mars 2011.
3. ↑  ”Nobelpriset i litteratur”. https://www.nobelprize.org/prizes/lists/all-nobel-prizes-in-literature/. Läst 20 mars 2011.
4. 1 2 3 4 5 6  Gradvall, Nordström, Nordström, Rabe, Jan, Björn, Ulf, Anina. Tusen svenska klassiker. Norstedts Förlagsgrup. Läst 12
5. ↑  ”Astrid Lindgren”. http://www.astridlindgren.se/verken/bocker/textbocker?page=1. Läst 21 mars 2011.
6. ↑  ”Alfons Åberg”. Arkiverad från originalet den 8 december 2012. https://web.archive.org/web/20121208044934/http://www.alfons.se/fakta_bok_alfons.asp. Läst 21 mars 2011.